# Игнатьев, Владимир Митрофанович
Игнатьев Владимир Митрофанович (1920—1988) — Герой Советского Союза, командир взвода 110-го отдельного сапёрного батальона 74-й стрелковой дивизии 57-й армии 3-го Украинского фронта, старшина.

## Биография
Родился 28 июня 1920 года в селе Пружинки ныне Липецкого района Липецкой области в семье крестьянина. Русский. В 1940 году окончил среднюю школу. Работал столяром, нормировщиком в тресте «Донбассжилстрой» в городе Горловка Донецкой области Украинской ССР.
В Красной Армии с сентября 1941 года. В боях Великой Отечественной войны с мая 1942 года. Принимал участие в битве на Орловско-Курской дуге, в освобождении столицы Украины города Киева, в форсировании рек Днепра, Прута, Дуная, в освобождении столицы Югославии города Белграда, в разгроме вражеских танковых дивизий в районе венгерского озера Балатон. Прошёл боевой путь от Орловщины до австрийских Альп. Член ВКП(б)/КПСС с 1944 года.
В 1946 году В. М. Игнатьев демобилизован из Вооружённых Сил СССР. Окончил Саратовскую совпартшколу в 1949 году, Сталинградский педагогический институт в 1951 году.
В августе 1952 года вновь призван в Вооружённые Силы СССР, служил преподавателем социально-экономического цикла Ташкентской военно-полевой школы механиков Туркестанского военного округа. С октября 1954 года — старший инструктор по пропаганде и военно-массовой работе Дома офицеров Самаркандского гарнизона.
В 1956 году экстерном окончил Ташкентское пехотное Краснознамённое ордена Красной Звезды училище имени В. И. Ленина. С ноября 1957 года — преподаватель вечернего факультета марксизма-ленинизма при гарнизонном Доме офицеров в Группе советских войск в Германии. С мая 1963 года — преподаватель, с декабря 1965 года — старший преподаватель в Вольском высшем военном училище тыла (Саратовская область). В 1967 году присвоено звание подполковник. 
С октября 1973 года подполковник В. М. Игнатьев — в запасе.
Жил в Ленинграде (ныне Санкт-Петербург). С 1974 года работал в Ленинградском политехническом институте ассистентом кафедры политэкономии. В 1975 году защитил кандидатскую диссертацию, стал кандидатом экономических наук. Доцент (1978 год). В 1979—1988 годах В. М. Игнатьев — доцент кафедры политэкономии Ленинградского политехнического института имени М. И. Калинина. В сентябре 1988 года вышел на пенсию.
Скончался 4 ноября 1988 года. Похоронен в городе Санкт-Петербург на Северном кладбище.

## Подвиг
Командир взвода 110-го отдельного сапёрного батальона (74-я стрелковая дивизия, 57-я армия, 3-й Украинский фронт) старший сержант Владимир Игнатьев 7-11 ноября 1944 года в ходе форсирования реки Дунай в районе города Апатин (Югославия) вывел из-под воздушного огня противника катер и баржу, переправил на правый берег около 60-ти воинов, обезвредил шесть противотанковых мин, на рыбачьей лодке доставил с правого берега раненых, со взводом оборудовал два причала. Будучи ранен, оставался в строю, пока взвод не выполнил задачу.

## Награды
- Указом Президиума Верховного Совета СССР от 24 марта 1945 года за образцовое выполнение боевых заданий командования на фронте борьбы с немецко-фашистскими захватчиками и проявленные при этом мужество и героизм старшему сержанту Игнатьеву Владимиру Митрофановичу присвоено звание Героя Советского Союза с вручением ордена Ленина и медали «Золотая Звезда» (№ 5449).
- Награждён также орденом Отечественной войны 1-й степени (1985), двумя орденами Красной Звезды (1944, 1945), медалями.

## Семья
Имел двух дочерей: Тамару и Наталью. Тамара (р. 1953) — заслуженный экономист Российской Федерации, супруга  председателя правительства Сергея Степашина.

## Память
- Именем Героя названа улица в Липецке.
- С апреля 2009 года имя Героя носит школа в родном селе Пружинки, на здании школы открыта мемориальная доска, разбита Аллея памяти.
- В городе Вольске Саратовской области на доме, в котором жил В. М. Игнатьев, установлена мемориальная доска.
- На кафедре Вольского высшего военного училище тыла, где преподавал Герой, установлены памятные стенды; на дверях аудитории, в которой он проводил занятия, установлена памятная доска.